# گرما رو برگردوندم
«گرما رو برگردوندم» (انگلیسی: Brought the Heat Back) ترانه‌ای از گروه پسرانه اهل کره جنوبی انهایپن است. این ترانه به عنوان دومین تک‌آهنگ از آلبوم رمانس: ناگفته در ۱ اوت ۲۰۲۴ منتشر شد. یک نسخه ریمیکس از این ترانه توسط خواننده آمریکایی ایوا مکس در ۹ اوت ۲۰۲۴ منتشر شد. از نظر موسیقایی، این ترانه فانک را با دنس پاپ ترکیب می‌کند.

## جدول‌های موسیقی
| جدول (۲۰۲۴)                                        | بالاترین جایگاه |
| -------------------------------------------------- | --------------- |
| کره جنوبی (سرکل)                                   | ۱۷۲             |
| فروش جهانی ترانه‌های دیجیتال ایالات متحده (بیلبورد) | ۸               |

| جدول (۲۰۲۴)             | بالاترین جایگاه |
| ----------------------- | --------------- |
| کره جنوبی بی‌جی‌ام (سرکل) | ۱۰۳             |
| کره جنوبی دانلود (سرکل) | ۱۹۷             |